# فتواهای سنی درباره شیعیان
شیعه و سنی، دو مذهب بزرگ دین اسلام هستند و هریک شاخه‌های پرشماری دارند.

## نقاط اختلاف
همه مذاهب اسلام، قرآن را سخن خدا و فرمان او می‌دانند؛ ولی در این مورد که قرآن به درستیِ کدامین مرجعیت‌ها و منابع گواهی می‌دهد، ناهمگون هستند. بزرگ‌ترین دوگانگیِ این مذاهب، دربارهٔ جانشینی محمد است. سنی‌ها خلفای راشدین و شیعه‌ها امامان را جانشین او می‌دانند.

## نظرات
برخی از مهم‌ترین فتواهای اهل سنت دربارهٔ شیعه‌ها، در زیر آمده‌است:

### احمدرضا
بنیان‌گذار حرکت بریلوی، بیشتر شیعه‌های هم‌دوره خود را بی‌دین می‌دانست، چرا که بزرگ‌ترین پیش‌نیازهای اسلام را نادیده گرفته‌اند:
1. باور به کم‌وکاستِ قرآن.
2. 'کتاب عثمان' خواندنِ قرآن.
3. هم‌رده دانستن امامان و محمد.
4. بَری ندانستن الله از لغزش
5. باور به تقیه کردن محمد.

آن کسانی که موارد بالا و دیگر گزاره‌هایی را که در جایگاه کفر هستند باور دارند، به‌اجماع کافر می‌باشند. برخوردها با ایشان مانند برخوردها با مرتدان است. در فتوای دهریه، فتوای هندیه و حدیقه الندایه آمده‌است که باید با آن‌ها همچون مرتدان رفتار کرد.

### دیگر عالمان
دیگر کسانی که شیعه‌ها را گمراه یا مرتد خوانده‌اند:
1. ابن حزم — هنگامی که مسیحیان در گفتمان، کتاب‌های شیعه را دستاویز کردند، گفت: «شیعه‌ها مسلمان نیستند»
2. ابن خلدون — او افزون بر «گمراه» خواندن شیعه‌ها، ایشان را «خاستگاه همه گروه‌های کژرو در تاریخ اسلام» دانست.